# 稲田浩二
稲田 浩二（いなだ こうじ、1925年6月7日 - 2008年4月3日）は、日本の国文学・民俗学者、京都女子大学名誉教授。
岡山県出身。広島文理科大学文学部卒業。親和女子大学助教授、京都女子大学助教授、教授、1991年定年、名誉教授、梅花女子大学教授。昔話の調査、採集に携わり40数年、6万話にのぼる話を収集、『日本昔話通観』全31巻としてまとめられた。妻は絵本作家の稲田和子。
2008年4月3日、肺炎のため死去。

## 著書
- 『昔話は生きている』1970　三省堂新書　のちちくま学芸文庫
- 『京・大和・近江の昔 日本民話』講談社　1976
- 『たねのとうすけ』再話  啓林館編　文研出版　1977
- 『もちあらそい』再話 文研出版　1977　ジョイフルえほん傑作集
- 『伝承の旅 日本列島と東アジアの昔話を訪ねて』京都新聞社　1982
- 『昔話の時代』筑摩書房　1985
- 『昔話の源流』三弥井書店　1997

## 共編著
- 『ふるさとの歌 岡山の民謡』新井久爾夫共著　日本文教出版　1957
- 『岡山の民話（日本の民話）』編　未来社　1964
- 『蒜山盆地の昔話』福田晃共編　三弥井書店　1968　昔話研究資料叢書
- 『大山北麓の昔話 鳥取県東伯郡東伯町・赤碕町』福田晃共編　三弥井書店　1970　昔話研究資料叢書
- 『日本昔話百選』稲田和子共編著　三省堂ブックス　1971、のち講談社+α文庫（『日本昔話100選』） 1996、三省堂（改訂新版）　2003
- 『日本の昔話 1　若狭の昔話』日本放送出版協会　1972
- 『奥備中の昔話』立石憲利共編　三弥井書店　1973　昔話研究資料叢書
- 『中国山地の昔話 賀島飛左嫗伝承四百余話』立石憲利共編　三省堂　1974
- 『日本の小咄三百題』前田東雄共編著　三省堂ブックス　1974
- 『岡山の笑い話』稲田和子共著　日本文教出版　1976　岡山文庫
- 『日本の昔話 16　美濃の昔話』日本放送出版協会　1977
- 『日本昔話事典』共編　弘文堂　1977
- 『日本昔話通観』全31巻 小澤俊夫と責任編集　同朋舎　1977-1990
- 『民話 伝承と創造』上田正昭共編　日本放送出版協会・放送ライブラリー　1978
- 『富山県明治期口承文芸資料集成 明治39年郡役所調査答申書他』同朋舎出版　1980
- 『日本の民話 10　四国 徳島・高知・香川・愛媛』ぎょうせい　1984
- 『昔話の年輪80選』編著　筑摩書房・ちくまライブラリー　1989
- 『阿波町の民話と唄・遊び』鵜野祐介共編著　手帖舎　1991
- 『天草河浦町の民話と唄・遊び』前田久子共編著 監修　手帖舎　1993
- 『日本昔話通観 研究篇』全2巻 責任編集　同朋舎出版　1993-1998
- 『出雲斐川町の民話と唄・遊び』畠山兆子共編著　手帖舎　1994
- 『但馬八鹿町の民話と唄・遊び』鵜野祐介共編著 監修　手帖舎　1996
- 『鳥取関金町の民話と唄・遊び』鵜野祐介共編著 監修　手帖舎　1996
- 『日本の昔話（上下）』編　ちくま学芸文庫　1999
- 『日本昔話ハンドブック』稲田和子共編　三省堂　2001
- 『アイヌの昔話』編　ちくま学芸文庫　2005